# Пайяр, Жан Франсуа
Жан Франсуа Пайя́р (фр. Jean-François Paillard; 12 апреля 1928 — 15 апреля 2013) — французский дирижёр, аранжировщик, музыковед.
Изучал дирижирование в Парижской консерватории у Эдуарда Линденберга и зальцбургском Моцартеуме у Игоря Маркевича, занимался также музыковедением под руководством Норбера Дюфурка.
В 1953 году основал камерный ансамбль «Жан Мари Леклер» (по имени известного французского композитора), в 1959 году преобразованный в Камерный оркестр Жана Франсуа Пайяра (фр. Orchestre de chambre Jean-François Paillard). С этим коллективом Пайяр широко гастролировал по всему миру и осуществил сотни аудиозаписей, специализируясь преимущественно на инструментальной музыке эпохи барокко. При этом он придерживался академической её интерпретации и не разделял радикальных взглядов аутентистов (строй, «исторические» инструменты, внедрение контратеноров и детских дискантов, и т. п.) до конца жизни.
В 1960 году Пайяр опубликовал обзорный очерк «Французская классическая музыка» (фр. La musique française classique), посвящённый преимущественно эпохе барокко. В июне 1968 г. его оркестр записал практически неизвестный дотоле канон нюрнбергского композитора Пахельбеля с облигато за авторством самого Пайяра; эта запись возглавила многие хит-парады классической музыки и доставила канону всемирную известность.
В 1952—1978 гг. был женат на клавесинистке Анн-Мари Бекенстейнер, игравшей в составе его оркестра. Отец трёх сыновей.